# 尼古拉·杜勃羅留波夫
尼古拉·亚历山大罗维奇·杜勃罗留波夫（俄語：Никола́й Алекса́ндрович Добролю́бов；1836年2月5日—1861年11月29日），俄羅斯文学评论家，记者，诗人和社会革命者。

## 生平

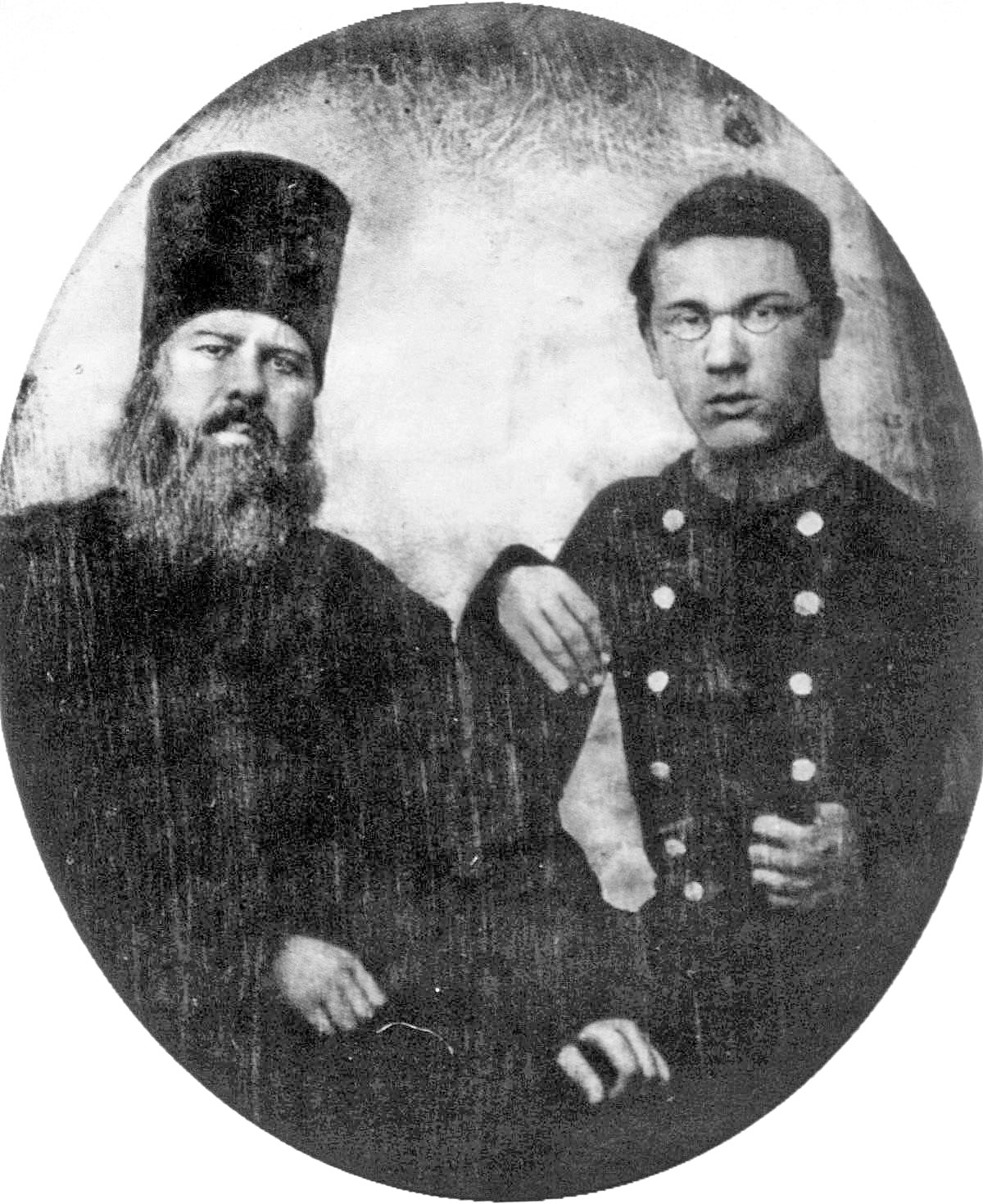
杜勃罗留波夫和他的父亲

杜勃罗留波夫生于下诺夫哥罗德，父亲是个神父。1848年到1853年他在东正教的教会学校学习，并在家里阅读了大量他父亲关于文学和艺术的藏书。13岁时开始写诗，并曾翻译过贺拉斯的诗歌。1853年他前往聖彼得堡中央师范学院就读。1854年他的双亲去世，他给人做家庭教师，以维持弟妹们的生活和自己的学业，超负荷的工作影响了他的健康。在大学就读期间，他和学生们一起组织了地下民主。他们讨论别林斯基、费尔巴哈、乔治·桑和赫尔岑。他为格列奇诞辰五十周年和尼古拉一世去世写的讽刺短诗在大学内外广为流传。
1856年他写出了《论俄国文学爱好者谈话良伴》，得以结识了著名评论家尼古拉·车尔尼雪夫斯基和诗人、出版家尼古拉·涅克拉索夫。很快他的诗作就发表在涅克拉索夫的期刊《现代人》上。1857年他大学毕业后就加入了《现代人》编辑部，和车尔尼雪夫斯基、涅克拉索夫合称“三个尼古拉”。之后的四年他撰写了大量观点鲜明，风格犀利的评论文章，不仅包括文学评论，也有大量的对于哲学和经济学的评论，
在文学评论中，杜勃罗留波夫反对“为艺术而艺术”的观点，他认为“一个作家或作品的价值高低，要看这个作家和这部作品把某一时代与民族的自然愿望表达了多少”他的文学评论中最有名的有对冈察洛夫的小说《奥勃洛莫夫》所写的《什么是奥勃洛莫夫性格？》，提出奥勃洛莫夫的性格特征是农奴制时代的典型产物。他分析奥斯特罗夫斯基的戏剧创作的《黑暗中的王国》、《黑暗王国中的一线光明》指出《大雷雨》中的卡特琳娜代表了人民对光明的追求。
1860年五月，在朋友们的坚持下，他出国疗养以治疗肺结核。他到过德国、瑞士和意大利，加里波第领导的意大利民族独立运动让他写了一系列文章。1861年7月他返回俄国，11月因急性肺结核去世，年仅25岁。他葬于圣彼得堡的沃尔科莫公墓别林斯基墓的旁边。